# Joan Curran
Joan Elizabeth Curran (26 février 1916 - 10 février 1999) est une scientifique galloise qui a joué un rôle important dans le développement du radar et de la bombe atomique pendant la Seconde Guerre mondiale. Elle est l'inventeur des paillettes, une technique de contre-mesure radar qui a permis de réduire les pertes parmi les équipages de bombardiers alliés. Elle a également travaillé sur le développement du fusible de proximité et le processus de séparation électromagnétique des isotopes pour la bombe atomique. 

## Jeunesse
Joan Elizabeth Strothers naît le 26 février 1916 à Swansea, au Pays de Galles, fille d'un opticien, Charles William Strothers, et de son épouse, Margaret Beatrice, née Millington. Elle étudie au Swansea Girls' High School et, en 1934, remporte une bourse d'études au Newnham College de Cambridge. En 1935, elle est rameuse dans l'équipe féminine de l'université féminine, durant la première vraie course de bateau féminine contre Oxford. Elle gagne un degré d'honneurs en physique mais le prix ne lui est pas remis car les femmes n'étaient pas autorisées à recevoir un diplôme à Cambridge. Ce n'est qu'en 1987, alors qu'elle a plus de 60 ans, qu'elle reçoit le diplôme de docteur en droit honoris causa de l'Université de Strathclyde. 
Strothers qui "a l'équivalent scientifique des pouces verts en jardinage", reçoit une subvention gouvernementale pour étudier et choisit le Cavendish Laboratory de Cambridge, où elle rejoint Sam Curran dans l'équipe de Philip Dee. Elle acquiert rapidement une réputation d' '"extrême dextérité, de soin et d'habileté dans l'utilisation de l'équipement." En 1939, Dee propose que l'équipe passe un mois au Royal Aircraft Establishment à Farnborough Airfield. Deux jours après leur arrivée, le 1er septembre 1939, la Grande-Bretagne déclare la guerre à l'Allemagne. 

## Carrière
Au lieu de retourner à Cavendish, l'équipe déménage à Exeter, où Dee et trois collègues travaillent sur le développement de fusées anti-aériennes, tandis que Joanes Strothers et Sam Curran rejoignent un groupe dirigé par John Coles travaillant sur le développement du fusible de proximité. Ils développent un fusible, nom de code VT, un acronyme de "fusée à temps variable". Le système est un petit radar Doppler à courte portée qui utilise un circuit intelligent. Cependant, la Grande-Bretagne n'a pas la capacité de produire cette fusée en masse  et le design est transmis aux États-Unis par la mission Tizard à la fin de 1940. Les Américains perfectionnent et produisent le fusible en masse. Plus tard, ces fusibles de proximité arrivent au Royaume-Uni, où ils joueront un rôle important dans la défense du Royaume contre la missile V1. 

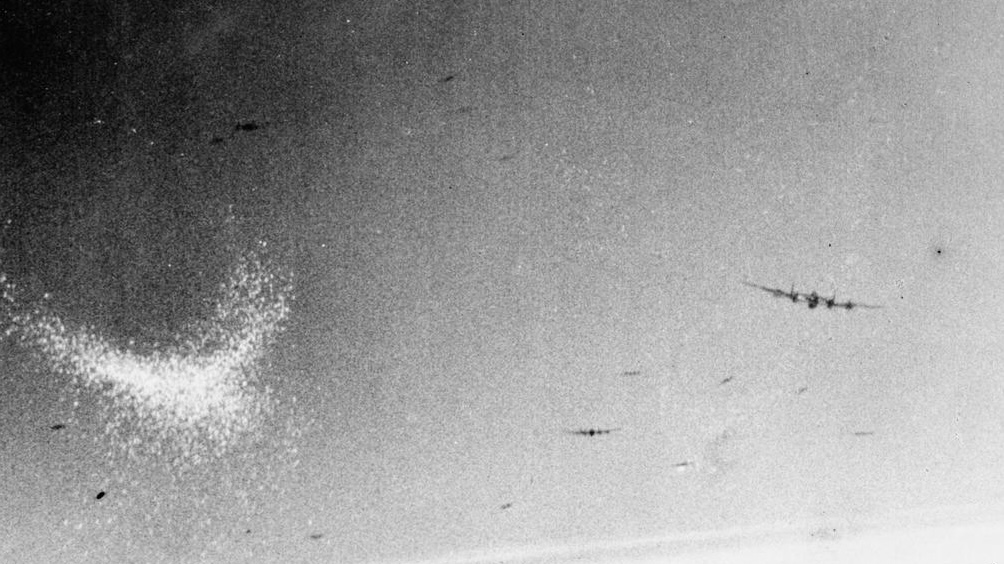
Un Lancaster lâchant des paillettes (le nuage blanc en forme de croissant à gauche de l'image) au-dessus d'Essen lors d'un raid de mille bombardiers

Joan Strothers épouse Sam Curran le 7 novembre 1940. Peu de temps après, ils sont transférés au Telecommunications Research Establishment près de Swanage, où Sam travaille sur le radar centimétrique, tandis que Joan rejoint le Counter Measures Group dans un laboratoire adjacent. C'est avec ce groupe, à Swanage, et plus tard à Malvern, que Joan conçoit la technique nommée Window, également connue sous le nom de paillettes. Elle essaye différents types de réflecteurs radar, y compris des fils et des feuilles, avant de se fixer sur des bandes de papier d'aluminium de 1 à 2 cm de large et de 25 cm de long qui sont dispersées par les bombardiers, perturbant ainsi le radar de l'ennemi. Window est employé pour la première fois dans l'opération Gomorrah, une série de raids sur Hambourg, et réussit à diminuer le taux de perte. Dans le cadre de l'opération taxable du 5 au 6 juin 1944, Window est larguée par des Avro Lancasters du 617e escadron pour simuler une force d'invasion fantôme de navires dans le détroit de Douvres et empêcher les Allemands de savoir si l'assaut des Alliés sera dirigé sur la Normandie ou le Pas de Calais. RV Jones déclarera : "À mon avis, Joan Curran a plus contribué à la victoire, en 1945, que Sam."
Au début de 1944, les Curran font partie d'un groupe de scientifiques britanniques invité à se rendre aux États-Unis pour participer au Manhattan Project - le projet des Alliés pour développer une bombe atomique. Ils rejoignent la Mission britannique au Berkeley Radiation Laboratory en Californie, dirigée par Mark Oliphant, un éminent scientifique australien que Joan connaissait du Cavendish Laboratory. Oliphant est l'adjoint de facto d'Ernest Lawrence, le directeur du Laboratoire de radiation . La mission du laboratoire est de développer le processus de séparation électromagnétique des isotopes pour créer de l'uranium enrichi à utiliser dans les bombes atomiques. 
À Berkeley, Joan donne naissance à son premier enfant, une fille, Sheena, qui nait gravement handicapée mentale. Plus tard, ils ont trois fils qui obtiendront tous un doctorat. 

## Aide aux personnes handicapées
Après la fin de la guerre, Sam accepte l'offre de Dee de devenir professeur de philosophie naturelle à l'Université de Glasgow. Là, les Curran, avec quelques amis, créent la Société écossaise des parents d'enfants handicapés mentaux (Enable) qui ouvre 100 succursales et comprend plus de 5'000 membres. En tant que membre du Greater Glasgow Health Board et de la Scottish Special Housing Association, Joan met les besoins des personnes handicapées au premier plan de ses préoccupations et elle fait beaucoup pour promouvoir leur bien-être. Elle s'intéresse de près aux travaux du Conseil pour l'Accès aux Personnes Handicapées et contribue à améliorer la gamme des installations, en particulier pour les étudiants universitaires handicapés. 
De 1955 à 1959, Sam travaille à l'Atomic Weapons Research Establishment d'Aldermaston sur le développement de la bombe à hydrogène britannique. Il revient à Glasgow en 1959 en tant que directeur du Royal College of Science and Technology. Quand celui-ci devient l'Université de Strathclyde, en 1964, la première nouvelle université d'Écosse en 384 ans, il en devient le premier directeur et vice-chancelier. Pendant que son mari est directeur, Joan fonde le Strathclyde Women's Group et en devient la présidente. 
Pendant la guerre, la 1ère Division blindée polonaise était basée en Écosse, établissant des liens entre la communauté et la Pologne. Joan établit une relation spéciale avec l'Université polytechnique de Lodz et porte une attention particulière à l'hôpital pour enfants de cette ville. Elle créé le fonds de dotation Lady Curran pour les étudiants étrangers, en particulier polonais. 
Sam meurt le 25 février 1998. Bien qu'elle-même gravement malade du cancer, Joan dévoile une plaque commémorative à Barony Hall, Glasgow, dédiée à son mari. Le jardin clos de Ross Priory, sur le Loch Lomondside est également nommé en son honneur et la maison d'été Joan Curran y est construite.  
Joan décède le 10 février 1999. Elle est incinérée au crématorium de Daldowie. Sa fille, Sheena, trois fils et trois petits-fils lui ont survécu.